# Муфа (Болоња)
Муфа (итал. Muffa) је насеље у Италији у округу Болоња, региону Емилија-Ромања.
Према процени из 2011. у насељу је живело 395 становника. Насеље се налази на надморској висини од 74 м.